# Virginia Jetzt!
Virginia Jetzt! é uma banda de indie pop formada numa cidade pequena da Alemanha, Elsterwerda em Brandemburgo, em 1999 que atualmente mora em Berlim.
Do álbum "Afänger" saíram três singles, "Ein ganzer Sommer" (German Charts # 28, 2004) (Português: "Um verão inteiro"), "Das ganz normale Leben" (# 72, 2004) (Português: "A vida completamente normal") and "Wahre Liebe" (# 49, 2005) (Português: "Amor Verdadeiro").
Em janeiro de 2007 a banda lançou o álbum Land Unter, com os singles "Bitte bleib nicht, wenn du gehst"(German Charts # 54, 2006) (Português: "Por favor não fique, se você sai") and "Mehr als das" (# 75, 2007) (Português: "Mais do que isso").
Virginia Jetzt! é conhacida por suas guitarras pop emocionais porém otimistas.

## Discografia
- Virginia jetzt! (2000)
- Pophymnen (2001)
- Wer hat Angst vor Virginia Jetzt! (2003)
- Anfänger (2004)
- Anfänger Tour Edition (2005)
- Land Unter (2007)